# Шумейко, Антон Алексеевич
Антон Алексеевич Шумейко (род. 1980 год, пос. Строитель, Плесецкий район, Архангельская область, РСФСР, СССР) — Заслуженный художник Российской Федерации, член-корреспондент Российской академии художеств, член Московского Союза художников.

## Биография

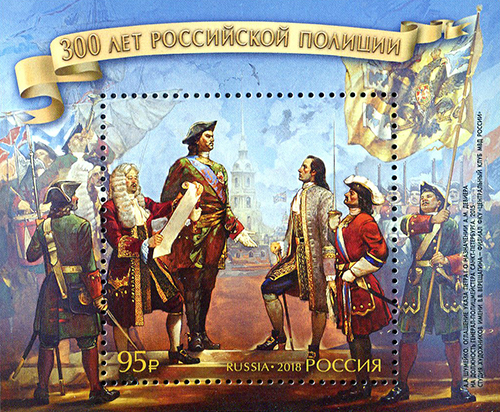
Почтовая марта России 2018 года. Картина «Оглашение указа Петра I о назначении А. М. Девиера на должность генерал-полицмейстера Санкт-Петербурга».
А. А. Шумейко, 2015 год

Родился в 1980 году в посёлке Строитель Плесецкого района Архангельской области.
В 2000 году — окончил Вятское художественное училище имени А. А. Рылова.
В 2006 году — окончил МГАХИ имени В. И. Сурикова, монументальное отделение под руководством академика Е. Н. Максимова.
С 2006 года — работает в Студии художников имени В. В. Верещагина МВД России.
С 2010 года — член Московского Союза художников.
В 2018 году — избран членом-корреспондентом Российской академии художеств.
«Заслуженный художник Российской Федерации» (2022)

## Награды
- Именная стипендия Благотворительного Фонда "Святыни России" (2002)

- Медаль «За боевое содружество» МВД России (2011)
- Грамота Главкома ВВ МВД России (2007)
- Благодарность Министра Внутренних дел (2008)
- Орден "За благородство помыслов и дел" (2013)
- Премия МВД России (2014)
- Почётные грамоты МВД России (2009, 2017, 2018)
- Медаль "300 лет российской полиции" (2018)
- Медаль "За взаимодействие" Министерства транспорта России (2021)
- Медаль "За укрепление спортивного содружества" ВФСО "Динамо" (2022)
- Почётное звание «Заслуженный художник Российской Федерации» (2022)